# Boston Marathon

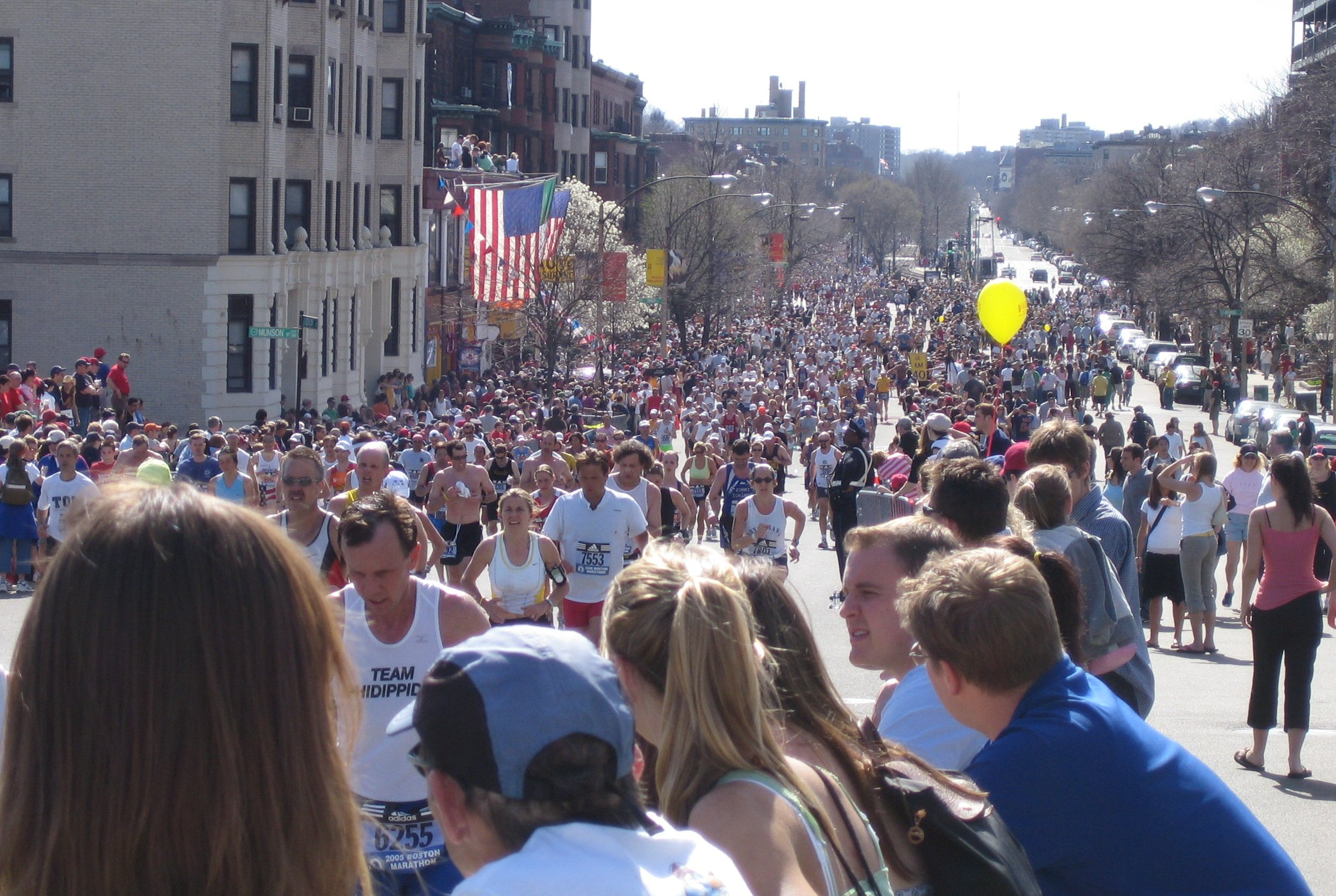
Boston Marathon, 2005.

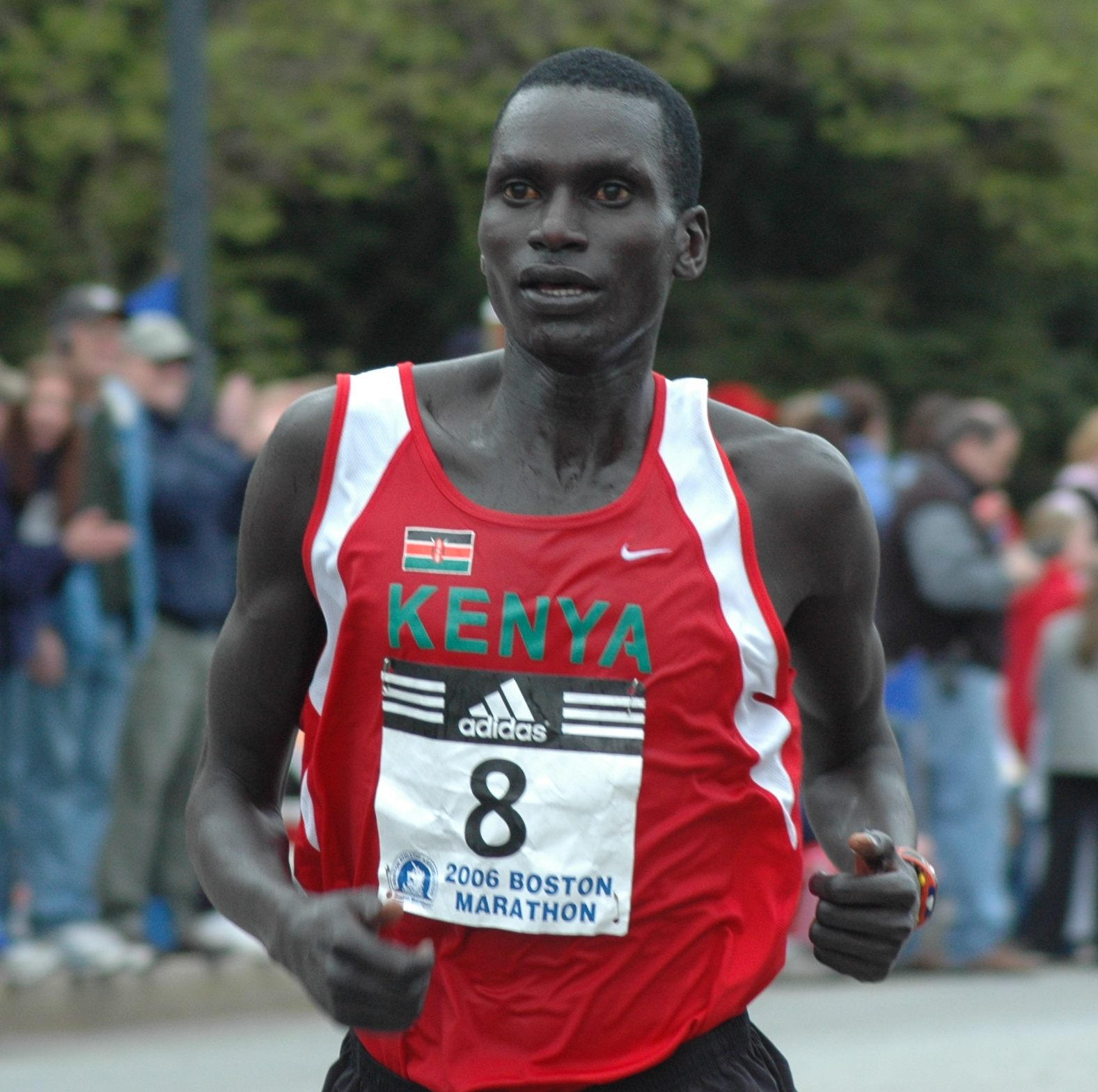
Robert Kipkoech Cheruiyot, a 2006-os Boston Marathonon, ahol új pályacsúcsot állított fel.

A Boston Marathon az olimpiai maratonfutás után a legnagyobb hagyományokkal rendelkező maraton. Minden évben a Patriot's Day-en, április harmadik hétfőjén rendezik meg. A mezőny Hopkintonból indulva fut a bostoni célba.
Az első futást 1897. április 19-én tartották, csaknem egy évvel az 1896-os athéni olimpia után. Ezen a versenyen 15 atléta állt rajthoz. Az indulók száma korlátozva volt, és a versenyt megelőző 18 hónapon belül el kellett érniük a futóknak ezen a távon egy előre megállapított időeredményt. 2007-ben ez az időkorlát a 18-34 éves férfiak számára 3:10:59, a hasonló korú nők esetén 3:40:59 volt. Az idősebb sportolókra enyhébb feltételek vonatkoznak.
Eredetileg a Boston Marathonon csak férfiak indulhattak. 1966-ban, ugyan nem hivatalosan, rajtszám nélkül elindult egy női futó is, Roberta Gibb. Rajtszámmal a hátán egy évvel később, 1967-ben teljesítette a távot női futó, Katherine Switzer, aki a jelentkezésnél „K. Switzer” néven szerepelt. A verseny alatt a pályabírók megpróbálták őt erőszakkal eltávolítani, de nem sikerült nekik. Hivatalosan csak 1972-től nevezhetnek női futók is erre a versenyszámra. Az első hivatalos női győztes Nina Kuscsik volt.
A célba érők száma a 2006-os Boston Marathonon 19 682 volt, ebből 12 061 férfi és 7621 nő.
A 2013. április 15-én a futam résztvevői és nézői ellen két robbantásos merényletet követtek el, amelyek 3 emberéletet követeltek és mintegy 140 személy sérülését okozták.
2020-ban koronavírus-járvány miatt a verseny elmaradt.

## Statisztika

### Pályacsúcs
- Férfiaknál: 2:03:02, Geoffrey Mutai (Kenya), 2011 (a világ legjobb ideje, de nem hivatalos világcsúcs. Az IAAF előírásainak a pálya nem felel meg.)
- Nőknél: 2:20:43, Margaret Okayo (Kenya), 2002

### A pálya
A pálya hossza:
- 1897–1923: 24,5 mérföld (39,4 km)
- 1924–1926: 26 mérföld 209 yard (42,034 km)
- 1927-1950: 26 mérföld 385 yard (42,195 km)
- 1951-1956: 25 mérföld 1232 yard (41,360 km)
- 1957 óta: 26 mérföld 385 yard (42,195 km)